# Karol Juliusz Drac
Karol Juliusz Drac (ur. 28 stycznia 1875 w Warszawie, zm. 26 kwietnia 1906 tamże) – polski wynalazca, konstruktor i badacz w dziedzinie fotografii barwnej (zajmował się zjawiskiem rozszczepienia światła i barwami dopełniającymi).  

## Życiorys
Jako uczeń VIII klasy gimnazjum brał udział w ruchu niepodległościowym, w konsekwencji czego przez 8 miesięcy był więziony w warszawskiej Cytadeli. W 1895 został zmuszony był opuścić na pewien czas kraj, aby zdobyć świadectwo dojrzałości w Parnawie (obecnie Estonia). W 1902 uzyskał dyplom inżyniera w Petersburskim Instytucie Technologicznym. 
Fotografią interesował się od wczesnej młodości, a fotografią barwną zajął się tuż po ukończeniu studiów. W tym okresie rozpoczął badania nad analizą spektralną, dokonując wykonania - przez rozszczepienie światła słonecznego na trzy zasadnicze kolory - trzech dopełniających się obrazów fotograficznych, które w projekcji dawały by obraz barwny. Zasadę trójbarwnej fotografii, Drac oparł na teorii Thomasa Younga. Metoda - Draca oparta była wyłącznie na systemie optycznym. Przy jednorazowej ekspozycji otrzymywał trzy negatywy, stanowiące trzy składowe obrazy barwne. 
W 1904 ukończył teoretyczne obliczenia oraz projekt kamery. W celu zrealizowania swojego projektu udał się do zakładów Carla Zeissa w Jenie, gdzie uzyskał potwierdzenie możliwości budowy aparatu i pewną pomoc techniczną. Po powrocie do Warszawy, Drac zbudował aparat fotograficzny, który nazwał chromografem. Aparat ten wyposażony był w odpowiednie pryzmaty, dzięki którym można było eksponować jednocześnie trzy negatywy. W rezultacie Karol Drac otrzymywał trzy składowe obrazy w kolorach dopełniających, które rzutowane na ekran dawały jeden obraz barwny. 
Karol Drac prezentował swój chromograf w Zakładach Carla Zeissa w Jenie, w styczniu 1906 r., na politechnice w Londynie, a na wiosnę w warszawskim Towarzystwie Fotograficznym. Podczas pokazów, wynalazca wykonał szereg pokazowych zdjęć – przedmiotów, a także zaprezentował barwne pozytywy. Zarówno chromograf jak i prezentowane zdjęcia spotkały się z uznaniem, a fachowe czasopisma angielskie „Tche British Journal of Photography” i „The Optican and Photographic Trades Rewie” wyraziły pochlebną opinie o chromografie i jego wynalazcy.
Chromograf został opatentowany na terenie Rosji i Niemiec, mimo wszystko doprowadził Draca do finansowej ruiny co wiązało się z wydatkami związanymi z konstrukcją aparatu i urządzeniem koniecznego do badań laboratorium. Karol Juliusz Drac zmarł tragicznie miesiąc po prezentacji wynalazku w warszawskim Towarzystwie Fototechnicznym, wskutek zatrucia gazem. Miał 31 lat. Został pochowany na Starych Powązkach (kwatera A-1-12/13).
Wynalazek Draca nie doczekał się ostatecznie produkcji na skale przemysłową, a w związku z tragiczną śmiercią twórcy jego spadkobiercy sprzedali licencję angielskiemu przedsiębiorcy M. Bayleyowi.